# Quassia borneensis
Quassia borneensis är en bittervedsväxtart som beskrevs av Nooteboom. Quassia borneensis ingår i släktet Quassia och familjen bittervedsväxter. Inga underarter finns listade i Catalogue of Life.